# Schwules Museum
El Schwules Museum («Museo homosexual») de Berlín, es una institución dedicada a la conservación y exposición de la historia del colectivo LGBT.
El punto de inicio para la fundación del Schwules Museum fue la exposición «Eldorado» de 1984 en el museo de Berlín, en el que jóvenes investigadores mostraban por primera vez estudios sobre la vida de los homosexuales en esta forma cercana al público. Tras su gran éxito, los organizadores de la exposición quisieron continuar este tipo de trabajo en un museo propio. Las actividades en exposiciones, archivo y biblioteca fueron retomadas en 1985 por la asociación Verein der Freunde eines Schwulen Museums in Berlin e.V. (Asociación de los amigos de un museo homosexual en Berlín).
El fin del museo es conseguir una imagen de los homosexuales diferenciada y garantizar un estudio e investigación científicos de la historia de la homosexualidad. Así se quiere conseguir hacer visible y presente la vida de los gays y lesbianas, para fomentar la tolerancia y aceptación, luchar contra la discriminación y reforzar la autonfianza e identidad del colectivo LGBT.

## Exposiciones
Desde diciembre de 2004 se muestra en los locales del museo la exposición permanente «Autoconfianza y perseverancia. 200 años de historia marica». Presenta las estrategias, posibilidades y problemas de los homosexuales entre 1790 y 1990 para vivir una vida propia, encontrar a otros homosexuales y organizar redes de contactos. Además, enfrenta a esta pugna las condiciones sociales y legales reinantes, como el artículo 175, y la marginación, persecución y castigo que conllevaban, así como los éxitos del movimiento LGBT.
En paralelo, se realizan varias exposiciones temporales durante el año. Exposiciones históricas muestran épocas determinadas o desarrollos históricos diferenciados, como Goodbye to Berlin. 100 Jahre Schwulenbewegung (1997; «Adiós a Berlín. 100 años de movimiento gay»). Con la exposición Verfolgung homosexueller Männer in Berlin 1933 – 45 («Persecución de hombres homosexuales en Berlín 1933 – 45»), en cooperación con la Gedenkstätte Sachsenhausen, se revisó la persecución de los homosexuales en la Alemania nazi.
La serie de exposiciones Lebensgeschichten («Historias vitales»), en la que se han mostrado hasta el presente (2008) cuatro biografías distintas, muestra las estrategias de homosexuales individuales para moldear su vida. También se han presentado grupos o asociaciones, como Der Kreis o Gesellschaft für Reform des Sexualrechts, que se exponen con sus actividades y las personas que pertenecieron. Una serie de homenajes a personas de la vida pública ha tenido lugar en los últimos años; Oscar Wilde, Marlene Dietrich, Rainer Werner Fassbinder, Michel Foucault, Thomas Mann y Golo Mann ya han sido presentados como modelos con los que identificarse.
Exposiciones de arte también se realizan de forma regular para mostrar a artistas tanto contemporáneos como históricos.

## Biblioteca y archivo
En el archivo se conservan, catalogan y coleccionan revistas de Europa y el mundo desde 1896. El archivo de material impreso tiene a 2008 unas 3.000 entradas; incluye desde materiales de proyectos individuales hasta artículos de periódicos que tratan del tema de la homosexualidad. Una colección de fotos, vídeos, carteles, autógrafos, obras de arte así como legados completan el archivo.
La biblioteca contiene unos 10 000 volúmenes sobre la homosexualidad y garantiza gracias a un catálogo electrónico el acceso a los diferentes títulos y temas.

## Ediciones del museo
- Schwules Museum (ed.), Andreas Sternweiler, Selbstbewusstsein und Beharrlichkeit. Zweihundert Jahre Geschichte, Selbstverlag, 2004
- Schwules Museum (ed.), Andreas Sterneweiler, Self-Awareness and Persistence. Two Hundred Years of History, Selbstverlag, 2004
- Joachim Müller/Andreas Sternweiler, Schwules Museum (ed.): Homosexuelle Männer im KZ Sachsenhausen, Berlín, 2000, ISBN 3-86149-097-8
- Schwules Museum und Akademie der Künste (ed.): Goodbye to Berlin? : 100 Jahre Schwulenbewegung, Verlag Rosa Winkel, 1997, ISBN 3-86149-062-5
- Verein der Freunde eines Schwulen Museums in Berlin e.V. (ed.): Eldorado : Homosexuelle Frauen und Männer in Berlin 1850-1950. Geschichte, Alltag und Kultur, Berlín, 2ª edición revisada 1992, ISBN 3-89468-032-6
- Andreas Sternweiler (ed.): Fotos sind mein Leben: Albrecht Becker, Lebensgeschichten 1, Berlín, 1993, ISBN 3-86149-017-X
- Andreas Sternweiler (ed.): Und alles wegen der Jungs : Pfadfinderführer und KZ-Häftling: Heinz Dörmer, Lebensgeschichten 2, Berlín, 1994, ISBN 3-86149-030-7
- Andreas Sternweiler (ed.): Frankfurt, Basel, New York: Richard Plant, Lebensgeschichten 3, Berlín, 1996, ISBN 3-86149-048-X
- Andreas Sternweiler (ed.): Liebe, Forschung, Lehre: Der Kunsthistoriker Christian Adolf Isermeyer, Lebensgeschichten 4, Berlín, 1998, ISBN 3-86149-082-X
- Karl-Heinz Steinle: Die Geschichte der Kameradschaft die runde 1950 bis 1969, Berlín, 1998, ISBN 3-86149-080-3
- Karl-Heinz Steinle: Der Kreis: Mitglieder, Künstler, Autoren, Berlín, 1999, ISBN 3-86149-093-5
- Andreas Pretzel: Die Geschichte der Gesellschaft für Reform des Sexualrechts e.V. 1948-1960, Berlín, 2001, ISBN 3-86149-086-2